# Камыш Табернемонтана
Схеноплектус Табернемонтана, или Камыш Табернемонтана, или Малый камыш (лат. Schoenoplectus tabernaemontani) — вид многолетних травянистых растений рода Схеноплектус (Schoenoplectus) семейства Осоковые (Cyperaceae).
Вид назван в честь немецкого медика и ботаника Якоба Табернемонтануса (ок. 1522—1590), одного из «отцов ботаники».

## Распространение, экология

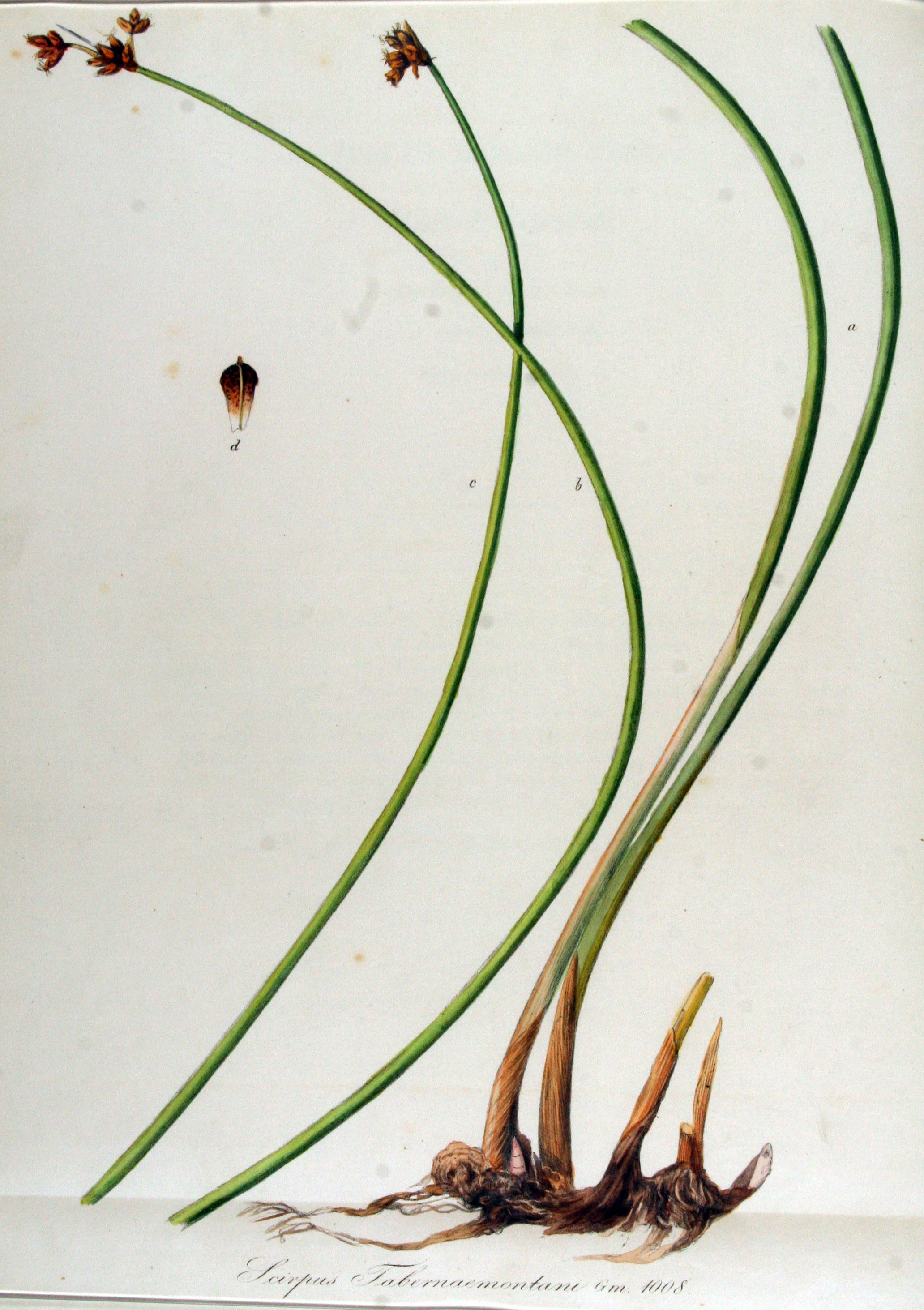

Распространён на большей части Земного шара.
Встречается на влажных почвах, иногда растёт на мелководье.

## Ботаническое описание
Многолетнее корневищное травянистое растение с тонкими прямостоячими стеблями, вырастающими до высоты 1—3 м.
Соцветие — метёлка, состоящая из колосков.

## Культивирование
Растение используется в качестве декоративного, выращивается обычно по берегам искусственных водоёмов. Наиболее распространённый сорт — Schoenoplectus tabernaemontani 'Zebrinus' с яркими горизонтальными белыми или желтоватыми полосками.

## Синонимы
Вид является весьма изменчивым по своему внешнему облику, с этим обстоятельством связана его обширная синонимика.
Список синонимов по информации базы данных The Plant List:
- Cyperus tabernaemontani (C.C.Gmel.) Missbach & E.H.L.Krause
- Eleogiton tabernaemontani (C.C.Gmel.) Fourr.
- Heleogiton tabernaemontani (C.C.Gmel.) Peterm.
- Heleophylax tabernaemontani (C.C.Gmel.) Schinz & Thell.
- Hymenochaeta tabernaemontani (C.C.Gmel.) Nakai
- Schoenoplectus lacustris subsp. creber (Fernald) Á.Löve & D.Löve
- Schoenoplectus lacustris (Hartm.) Soó
- Schoenoplectus lacustris subsp. glaucus (Hartm.) Luceño & Marín
- Schoenoplectus lacustris subsp. tabernaemontani (C.C.Gmel.) Á.Löve & D.Löve
- Schoenoplectus lacustris subsp. validus (Vahl) T.Koyama
- Schoenoplectus tabernaemontani f. sub-duvalii (Beckh.) Soó
- Schoenoplectus validus (Vahl) Á.Löve & D.Löve
- Schoenoplectus validus subsp. creber (Fernald) Á.Löve & D.Löve
- Schoenoplectus validus subsp. luxurians (Miq.) Soják
- Scirpus glaucus Sm.
- Scirpus globifer Welw. ex Steud.
- Scirpus lacustris subsp. creber (Fernald) T.Koyama
- Scirpus lacustris f. glaucus (Hartm.) Peterm.
- Scirpus lacustris subsp. glaucus Hartm.
- Scirpus lacustris var. luxurians (Miq.) T.Koyama
- Scirpus lacustris f. pictus Honda
- Scirpus lacustris var. tabernaemontani (C.C.Gmel.) Döll
- Scirpus lacustris subsp. tabernaemontani (C.C.Gmel.) Syme
- Scirpus lacustris subsp. validus (Vahl) Osten
- Scirpus lacustris var. validus (Vahl) Kük.
- Scirpus maritimus subsp. tabernaemontani (C.C.Gmel.) Nyman
- Scirpus siculus Lojac.
- Scirpus tabernaemontani C.C.Gmel.
- Scirpus tabernaemontani f. luxurians Miq.
- Scirpus tabernaemontani f. paludosus Boenn.
- Scirpus tabernaemontani f. sub-duvalii Beckh.
- Scirpus uliginosus Kar. & Kir.
- Scirpus validus Vahl
- Scirpus validus var. creber Fernald
- Scirpus validus f. creber (Fernald) Beetle
- Scirpus validus var. laeviglumis Tang & F.T.Wang
- Scirpus welwitschii K.Richt.